# Konstruktör
Konstruktör kallas den som konstruerar eller uppfinner något, även den som utför konstruktionsritningar. 